# Tricentrus longiceps
Tricentrus longiceps är en insektsart som beskrevs av Ananthasubramanian 1980. Tricentrus longiceps ingår i släktet Tricentrus och familjen hornstritar. Inga underarter finns listade i Catalogue of Life.